# Ceratothoa transversa
Ceratothoa transversa är en kräftdjursart som först beskrevs av Richardson 1900.  Ceratothoa transversa ingår i släktet Ceratothoa och familjen Cymothoidae.
Artens utbredningsområde är Mexikanska golfen. Inga underarter finns listade i Catalogue of Life.